# Ellipsidion yapenensis
Ellipsidion yapenensis är en kackerlacksart som beskrevs av Roth, L. M. 1999. Ellipsidion yapenensis ingår i släktet Ellipsidion och familjen småkackerlackor. Inga underarter finns listade i Catalogue of Life.